# Kurt-Ulrich Jäschke
Kurt-Ulrich Jäschke (* 6. März 1938 in Danzig-Langfuhr; † 19. Januar 2024) war ein deutscher Historiker, der die Geschichte des Mittelalters erforschte.
Kurt-Ulrich Jäschke studierte Geschichte, Anglistik und evangelische Theologie an den Universitäten Münster und Bonn. Er wurde promoviert bei Helmut Beumann am 26. Februar 1964 zum Dr. phil. an der Universität Bonn. Anschließend war er Assistent an der Universität Marburg. Er vertrat im Wintersemester 1972/73 den Lehrstuhl für Mittlere Geschichte an der Albert-Ludwigs-Universität Freiburg. An der Universität Marburg habilitierte er sich 1969 über die älteste Halberstädter Bischofschronik. Im Jahr 1975 wurde er an die Universität des Saarlandes berufen. Von 1976 bis 1978 und 1996 war er Geschäftsführender Professor des Historischen Instituts und von 1990 bis 1994 Prodekan des damaligen Fachbereichs „Grundlagen- und Geschichtswissenschaften“. Seit 2003 war er im Ruhestand.
Zu Jäschkes Forschungsschwerpunkten zählten die Geschichte Europas im Spätmittelalter, Historischen Hilfswissenschaften, die Geschichte politischer Ideen, die mittelalterliche Geschichtsschreibung und Hagiographie, Stadtgeschichte sowie die Geschichte Englands im Mittelalter. Seine Arbeiten lieferten der Forschung über das Herrscherhaus der Luxemburger wichtige Impulse. Er befasste sich intensiv mit dem politischen und kulturellen Wirken von Frauen. Seine Arbeiten gingen zeitlich weit über das Profil seiner Professur hinaus. So veröffentlichte er Studien zur Weinwirtschaft von der Spätantike bis zum Untergang des Heiligen Römischen Reiches Deutscher Nation Anfang des 19. Jahrhunderts. Er hat Publikationen über Wilhelm den Eroberer (1977), Die Anglonormannen (1981), Studien zu Nichtköniglichen Residenzen im spätmittelalterlichen England (1988) sowie zu Königinnen und Kaiserinnen der Salierzeit (1991/1992) oder zu Europa und das Römisch-Deutsche Reich um 1300 (1999) veröffentlicht. Jäschke war Mitglied der Deutschen Kommission für die Bearbeitung der Regesta Imperii. Von 1979 bis 2016 war er Leiter des am Historischen Institut der Universität des Saarlandes angesiedelten Projektes der Neubearbeitung der Regesten Kaiser Heinrich VII. Von 2000 bis 2005 war er Vorsitzender der Kommission für Saarländische Landesgeschichte.

## Schriften (Auswahl)
- Studien zu Quellen und Geschichte des Osnabrücker Zehntstreits unter Heinrich IV. In: Archiv für Diplomatik. 9/10 (1963/1964), S. 112–285, ISSN 0066-6297 (zugleich Dissertation, Bonn 1964).
- Studien zu Quellen und Geschichte des Osnabrücker Zehntstreits unter Heinrich IV., 2. Teil. In: Archiv für Diplomatik. 11/12 (1965/1966), S. 280–402, ISSN 0066-6297 (zugleich Dissertation, Bonn 1964).
- Die älteste Halberstädter Bischofschronik (= Mitteldeutsche Forschungen. Band 62,1). Böhlau, Köln 1970, ISBN 3-412-04870-4 (zugleich Habilitationsschrift, Marburg 1969).
- Burgenbau und Landesverteidigung um 900. Überlegungen zu Beispielen aus Deutschland, Frankreich und England (= Konstanzer Arbeitskreis für Mittelalterliche Geschichte. Vorträge und Forschungen. Sonderband 16). Thorbecke, Sigmaringen 1975, ISBN 3-7995-6676-7.
- Wilhelm der Eroberer. Sein doppelter Herrschaftsantritt im Jahre 1066 (= Konstanzer Arbeitskreis für Mittelalterliche Geschichte. Vorträge und Forschungen. Sonderband 24). Thorbecke, Sigmaringen 1977, ISBN 3-7995-6684-8 (online).
- Die Anglonormannen (= Urban-Taschenbücher. Geschichte, Kulturgeschichte. Band 334). Kohlhammer, Stuttgart u. a. 1981, ISBN 3-17-007099-1.
- Nichtkönigliche Residenzen im spätmittelalterlichen England (= Residenzenforschung. Band 2). Thorbecke, Sigmaringen 1990, ISBN 3-7995-4503-4.
- Notwendige Gefährtinnen. Königinnen der Salierzeit als Herrscherinnen und Ehefrauen im römisch-deutschen Reich des 11. und beginnenden 12. Jahrhunderts (= Historie und Politik. Band 1). Dadder, Saarbrücken-Scheidt 1991, ISBN 3-926406-56-9.
- Europa und das Römisch-Deutsche Reich um 1300. Kohlhammer, Stuttgart u. a. 1999, ISBN 3-17-015684-5.